# Robert-Alexander Bohnke
Robert-Alexander Bohnke (* 21. März 1927 in Berlin; † 17. Oktober 2004 in Tübingen) war ein deutscher Pianist und Hochschullehrer.

## Leben
Bohnke wurde 1927 als Sohn des Komponisten, Dirigenten und Bratschisten Emil Bohnke und der Violinistin Lilli Bohnke, geb. von Mendelssohn in Berlin geboren. Seine Eltern starben 1928 bei einem Verkehrsunfall. Robert-Alexander Bohnke und seine beiden älteren Geschwister wuchsen bei den Großeltern Marie und Franz von Mendelssohn in Berlin auf. Der Großvater, ein direkter Nachfahre des Philosophen Moses Mendelssohn und Verwandter (Enkel des Cousins) des Komponisten Felix Mendelssohn Bartholdy, war Bankier und Präsident der Berliner Handelskammer.

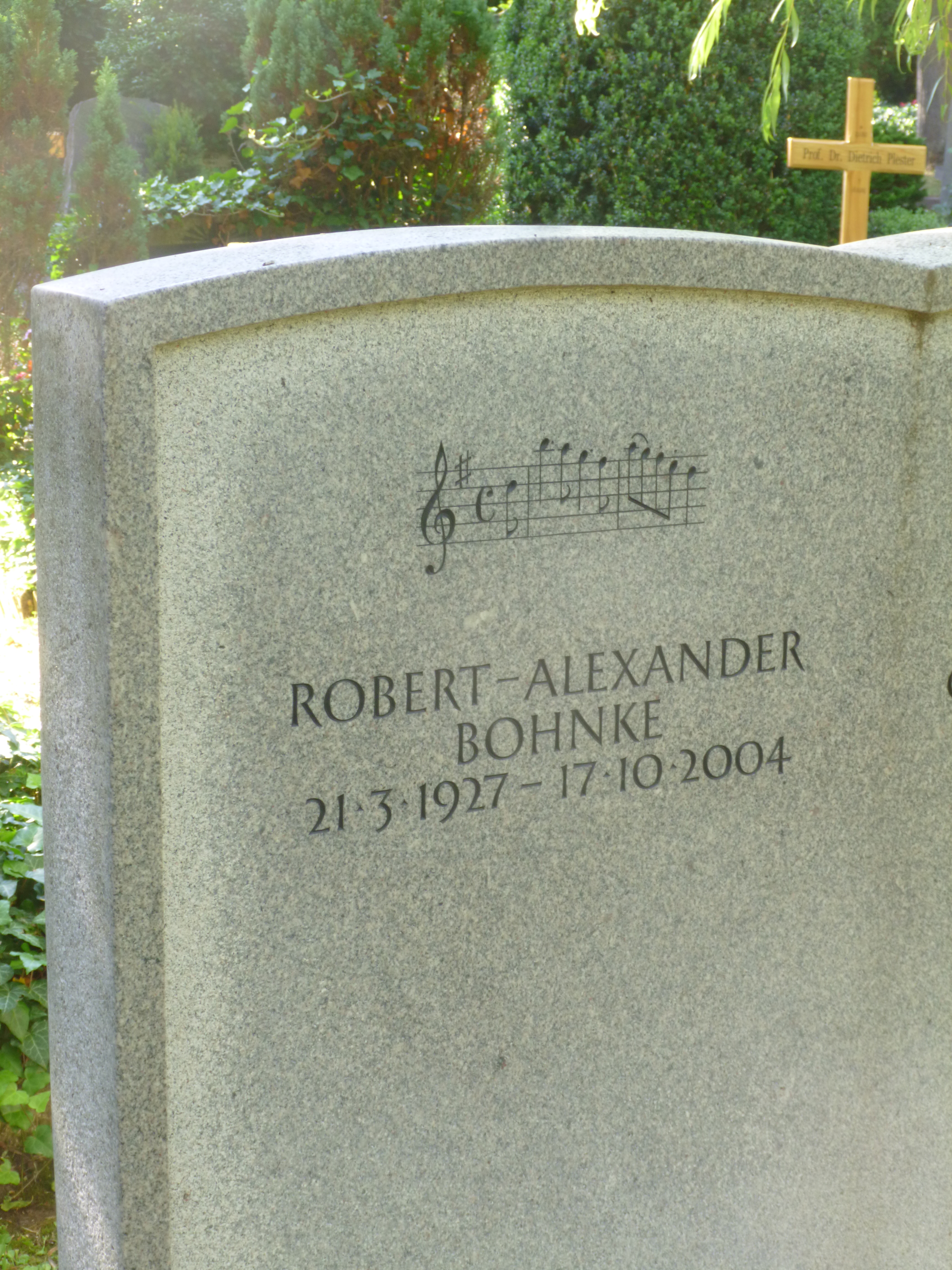
Grab auf dem Stadtfriedhof Tübingen (2016)

Bohnke begann mit 7 Jahren Klavier zu spielen. Zuerst wurde er von Hansi Graudan-Freudberg, einer Schülerin von Artur Schnabel, dann, nachdem sie 1935 Deutschland verlassen hatte, von Hans-Erich Riebensahm, einem anderen Schnabel-Schüler, unterrichtet. Von 1939 bis 1941 war er Schüler von Wladimir Horbowski. Nach dem Abitur, das er 1946 am Uhland-Gymnasium Tübingen ablegte, studierte Bohnke an der Stuttgarter Musikhochschule Klavier bei Wladimir Horbowski und Komposition bei Georg von Albrecht. Als Schüler von Wladimir Horbowski war er Enkelschüler von Rachmaninoff und Busoni. Weitere Unterrichte erhielt er von Edwin Fischer und Eduard Steuermann.
Er gewann mit 22 Jahren den 2. Preis bei einem Wettbewerb des Hessischen Rundfunks, 1953 den Kranichsteiner Musikpreis (geteilter 2. Preis mit Patricia Carroll) und 1956 die ersten Preise der internationalen Klavierwettbewerbe in München (ARD), Genf und Veralli. Außerdem bekam er sehr viele Konzertengagements und Angebote zu Rundfunk- und Schallplattenaufnahmen. Es gibt aber von Bohnke nur wenige, allerdings hochkarätige Aufnahmen, da er sehr bald den Schwerpunkt seiner Arbeit auf die Hochschultätigkeit legte.
Bohnke hatte bereits 1965 eine Klavierprofessur an der Freiburger Musikhochschule erhalten, die er bis Anfang der 1990er-Jahre innehatte. Da er seinen ersten Wohnsitz in Tübingen, wo auch seine Familie wohnte, behielt, pendelte er  wöchentlich zwischen Tübingen und Freiburg mit dem Zug durch den Schwarzwald. 
Seine erste Ehefrau war Jutta Bohnke-Kollwitz, eine Enkelin der Künstlerin Käthe Kollwitz, mit der er zwei Kinder hatte: Beate und den Schriftsteller Ben-Alexander (* 1951). Er war in zweiter Ehe verheiratet  mit Helga Bohnke (geb. Schulze-Hermann), mit der er einen Sohn hatte: Nikolai-Alexander.